# Pra-Loup
Pra-Loup es una estación de esquí en los Alpes franceses. Se encuentra en la localidad de Uvernet-Fours en la región de Provenza-Alpes-Costa Azul, departamento de Alpes de Alta Provenza, en el distrito de Barcelonnette y el valle del río Ubaye. Alcanza los 1630 m s. n. m.
La estación de Pra-Loup nació del deseo de varias familias de inversores del valle. El proyecto fue aceptado por el ayuntamiento mediante un pleno extraordinario. Más tarde, en la década de 1970, se contrató a personas como Honoré Bonnet como asesor y gerente de la estación.
Debe una parte importante de su fama en el ámbito ciclista a que varias etapas del Tour de Francia han finalizado allí, siendo especialmente recordada la de 1975, donde Eddy Merckx que había ganado 5 veces la carrera, fue derrotado por el francés Bernard Thevenet, que le sacó casi dos minutos.

## Toponimia
El nombre de Pra-Loup se compone de Pra, derivado de la forma patois "Pralovin": casas aisladas en un claro, y el latín lupinus; loup en sí mismo procede de Lau, aldea. Por lo tanto: Pra-Loup significaría "prado cultivado para heno o pasto". Los residentes de Pra-Loup se llaman praloupiens y praloupiennes.

## Historia
Hasta 1920, las aldeas aledañas estaban escasamente pobladas, a menudo completamente autosuficientes con el molino y el horno, aunque habitualmente carecían de agua potable. Los habitantes encontraron un ingenioso sistema para recoger una escasa fuente de agua mediante la construcción de una tubería de madera con troncos de árboles huecos, "le bournéous", visible en el Museo del Valle de Jausiers. A finales de la década de 1950, Pierre Grouès, un filántropo médico, tuvo la idea de crear una estación de esquí para desarrollar el atractivo del pueblo. Para ello, se rodeó de los mejores especialistas del momento: Émile Allais, esquiador alpino francés y Honoré Bonnet, entrenador del equipo de esquí alpino de Francia. La estación de esquí tomó forma en la década de 1960. En lugar de las 3000 camas previstas para la estación de esquí, Honoré Bonnet ofreció una capacidad de 10 000 camas por motivos de rentabilidad. Bajo la dirección de Michel Lantelme, alcalde de Allos y Louis Lequette, alcalde de Uvernet-Fours, esta zona de esquí se convirtió en una de las más grandes de los Alpes del Sur.

## Tour de Francia
Pra-Loup fue designada como meta de la etapa 15 del Tour de Francia 1975. La etapa, de 217 km con inicio en Niza, fue ganada por Bernard Thévenet de Francia, y se considera en la tradición del ciclismo como la escalada de montaña donde la carrera de Eddy Merckx flaqueó. En una dura etapa en la que se debían subir cinco duros puertos, Merckx atacó en el penúltimo de ellos, el Col d'Allos, para iniciar con ventaja el ascenso a Pra-Loup. Tras él iba Felice Gimondi y después un trío con Thevenet, Lucien Van Impe y Joop Zoetemelk. En ese momento Thevenet inició un feroz ataque y fue dejando atrás a todos sus competidores, adelantando a Merckx a 3 km de la meta y a Gimondi (que también había alcanzado al belga) a 1,5 km. Bernard Thevenet ganó la etapa y se vistió el maillot amarillo de líder, sacando en la meta 23" a Gimondi, 1' 12" a Zoetemelk, 1' 42" a Van Impe y 1' 56" a Merckx. Thevenet ganó el Tour de Francia de 1975, y Merckx, que había ganado en cinco ocasiones la carrera, no volvería a vestirse de líder.
| Año  | Etapa | Categoría | Salida          | Ganador             | Líder            |
| ---- | ----- | --------- | --------------- | ------------------- | ---------------- |
| 2015 | 17    | 2         | Digne-les-Bains | Simon Geschke       | Chris Froome     |
| 1980 | 16    | HC        | Trets           | Jos Deschoenmaecker | Joop Zoetemelk   |
| 1975 | 15    | 2         | Niza            | Bernard Thévenet    | Bernard Thévenet |